# Friedrich Wilhelm Rostkovius
Friedrich Wilhelm Gottlieb Theophil Rostkovius (* 1770; † 1848) war ein preußischer, deutscher Arzt, Botaniker und Pilzkundler (Mykologe). Sein offizielles botanisches Autorenkürzel lautet „Rostk.“

## Ausbildung und Beruf
Rostkovius war Student des Botanikers Carl Ludwig Willdenow und promovierte 1801 mit einer Abhandlung über Binsen (Dissertatio botanica inauguralis de Junco) an der Universität Halle. Er praktizierte anschließend als Arzt in Stettin.

## Sonstiges
Der wissenschaftliche Name des Gemeinen Augentrosts (Euphrasia rostkoviana) ist nach Rostkovius benannt, ebenso die Gattung Rostkovia, eine der sieben Gattungen der Pflanzenfamilie der Binsengewächse.

## Werke von Rostkovius
- F. W. G. Rostkovius: Dissertatio botanica inauguralis de Junco. Dissertationsarbeit. 1801.
- P. F. T. Meckel, F. W. G. Rostkovius: Monographia generis iunci – Cum tabulis Binis Aeneis. 1801. (Vorschau in der Google-Buchsuche)
- J. Sturm, A. K. J. Corda, L. P. F. Ditmar, C. G. Preuss, F. W. G. Rostkovius, J. W. Sturm: Deutschlands Flora in Abbildungen nach der Natur mit Beschreibungen, 3. Abt. – Die Pilze Deutschlands. 1817. (Digitalisat, PDF; 11,8 MB)
- F. W. G. Rostkovius, W. L. E. Schmidt: Flora Sedinensis, exhibens plantas phanerogamas spontaneas nec non plantas praecipuas agri Swinemundii. 1824.
- F. W. G. Rostkovius: Deutschlands Flora, Abt. III. Die Pilze Deutschlands. 1839.